# ركن (لنجان)
ركن‌ هي قرية في مقاطعة لنجان، إيران. عدد سكان هذه القرية هو 599 في سنة 2006.